# Journal Resuscitatio Balcanica
Journal Resuscitatio Balcanica је научни часопис који издаје Ресусцитациони Савет Србије и који излази три пута годишње на српском и енглеском језику.

## О часопису
Journal Resuscitatio Balcanica је научни часопис који се бави специјализовано Ресусцитационом медицином. Часопис је формиран са идејом да буде часопис за подручје Балкана односно Југоисточне Европе. Ресусцитациони савет Србије од 2004. године води активност ка промоцији нове области у медицинским наукама - Ресусцитационе медицине. Ресусцитациони савет је партнер Европског Ресусцитационог савета и у складу са Уговором са Европским ресусцитационим саветом, формиран је Journal Resuscitatio Balcanica. Аутора из Србије из области ресусцитационе медицине има врло мало. Сви видљиви радови потичу од чланова Савета. Укључивањем Србије у Европски пројекат EuReCa One, започето је прикупљање података везаних за изненадни срчани застој, а као продукт тога анализа, обрада и објава у часопису Journal Resuscitatio Balcanica.

### Историјат
Европски ресусцитациони савет од 1996. године ради на успостављању Европског регистра срчаног застоја, са циљем да се систематски изучава ово обољење и према наведеним протоколима сачињавају извештаји који се могу поредити у различитим центрима. Ресусцитациони савет Србије се програму EuReCa прикључио 2013. године. Прво организовано прикупљање података извршено је у периоду октобар – децембар 2014. године у оквиру Европског програма EuReCa One 2014- Clinical Trials ID: NCT02236819. Овај програм у Србији је реализовао Управни одбор програма EuReCa 2014 – Србија у сарадњи са низом установа. Као резултат тих напора настала је потреба за обрадом и презентовањем квалитетно прикупљених података о срчаном застоју, по први пут у Србији.

### Периодичност излажења
Часопис излази квартално

## Уредници
- Violetta Raffay
- Teodore Xanthos
- Athanasios Chalkias
- Јасна Јевђић

## Аутори прилога
Чланови Ресусцитационог Савета Србије

## Теме
Теме које објављује часопис се тичу ресусцитационе медицине као и оригинални радови проистекли из прикупљених података Европског пројекта EuReCa.

## Електронски облик часописа
Од 2017. године часопис излази у електронском облику

## Индексирање у базама података
Српски цитатни индекс

## Ресусцитациони савет Србије
Удружење Ресусцитациони Савет Србије је невладино, нестраначко и непрофитно удружење, основано на неодређено време које окупља лекаре специјалисте Ургентне медицине, анестезиологе и кардиологе али и лекаре других специјалности и лекаре опште праксе односно здравствене раднике и здравствене сараднике ради остваривања циљева у области развијања свести о потреби прихватања и имплементације савремених Препорука Европских стручних и научних удружења у области Ресусцитационе медицине.Ресусцитациони савет и његови чланови током протеклих 15 година деловања савета умногоме су изменили слику о Ресусцитационој медицини у Србији. Интерес за Ресусцитациону медицину током протеклих година је порастао, а нова знања и тренинг донели су резултате.Током протеклих 15 година према подацима курс система Европског Ресусцитационог Савета ERC организова је више од 1500 курсева са око 17.000 полазника. Анализом података из 37 земаља, на питање о корисности курса, инструктори Ресусцитационог Савета су добили највећу оцену у Европи. Промена начина извођења курсева и начина рада, те кадровска обнова, донеле су квалитет у спровођењу ERC обука у Србији.